# Mansión de Kalna
La Mansión de Kalna (en letón: Kalnamuiža; en alemán: Berghof), también llamada Mansión de Sieksāte, es una casa señorial en la parroquia de Rudbārži, municipio de Kuldīga en la región de Curlandia de Letonia. El complejo incluye una mansión, parque y dependencias agrícolas.

## Historia
La mansión fue construida como pabellón de caza para el Barón Fedor von Medem después de adquirir la finca en 1855. Fue rápidamente reparada después de ser dañada por un incendio en 1905. Entre 1906 y 1912, fue restaurada según el proyecto del arquitecto G. Berchi. La restauración más reciente fue completada en 2004 y el edificio se puso en alquiler disponible para eventos públicos. Un museo con exhibiciones sobre la producción de leche se localiza en uno de los edificios dependientes.